# 드림웍스 레코드
드림웍스 레코드(DreamWorks Records)는 미국의 레코드 레이블이다. 1996년 데이비드 게펜, 스티븐 스필버그, 제프리 카첸버그에 의해 드림웍스 산하에 설립되었다. 2003년 유니버설 뮤직 그룹에 합병되었다.

## 드림웍스의 음반
- Older (음반)
- 피스메이커 (영화)
- 아미스타드 (영화)
- XO (엘리엇 스미스의 음반)
- Forces of Nature
- American Beauty: Original Motion Picture Score
- The Road to El Dorado
- Figure 8
- Infest
- Whoa, Nelly!
- No Name Face
- Anthology (에일리언 앤트 팜의 음반)
- Bleed American
- Lovehatetragedy
- Stanley Climbfall
- The All-American Rejects (음반)
- Sing the Sorrow
- Folklore (넬리 퍼타도의 음반)